# Wilhelm Degode
Georg Wilhelm Degode (né le 6 février 1862 à Oldenbourg, mort le 26 novembre 1931 à Düsseldorf-Kaiserswerth) est un peintre et photographe allemand.

## Biographie
Wilhelm Degode naît à la Degodehaus, dans une famille de commerçants. Il est d'abord destiné à reprendre l'affaire de la famille, mais on lui découvre un talent. Wilhelm, âgé de 13 ans, reçoit les premières leçons de dessin du conservateur de la galerie Diedrichs à Oldenbourg. En raison du talent artistique et après être allé au Realgymnasium à Osnabrück, Wilhelm, soutenu par la mère, s'inscrit à l'académie des beaux-arts de Düsseldorf en 1881 et prend aussi des cours privés. Parmi ses professeurs, il y a Heinrich Lauenstein et Hugo Crola, plus tard Carl Jungheim et Heinrich Deiters ainsi qu'Eugen Dücker. Il vit d'abord dans la Jägerhofstraße, non loin du peintre Hermann Emil Pohle et de la Malkasten. En 1886, Wilhelm Degode épouse Sophie Stüve à Osnabrück. Il devient ami avec Fritz von Wille.
Carl Jungheim admet Degode comme membre de Malkasten en 1885. Degode fait des photographies des expositions. Il est aussi membre de l'association des artistes de Düsseldorf (de) et de la Düsseldorfer Photovereinigung dont le président est Erwin Quedenfeldt (de). William Degode laisse derrière lui environ 3 500 plaques de verre de photographie.

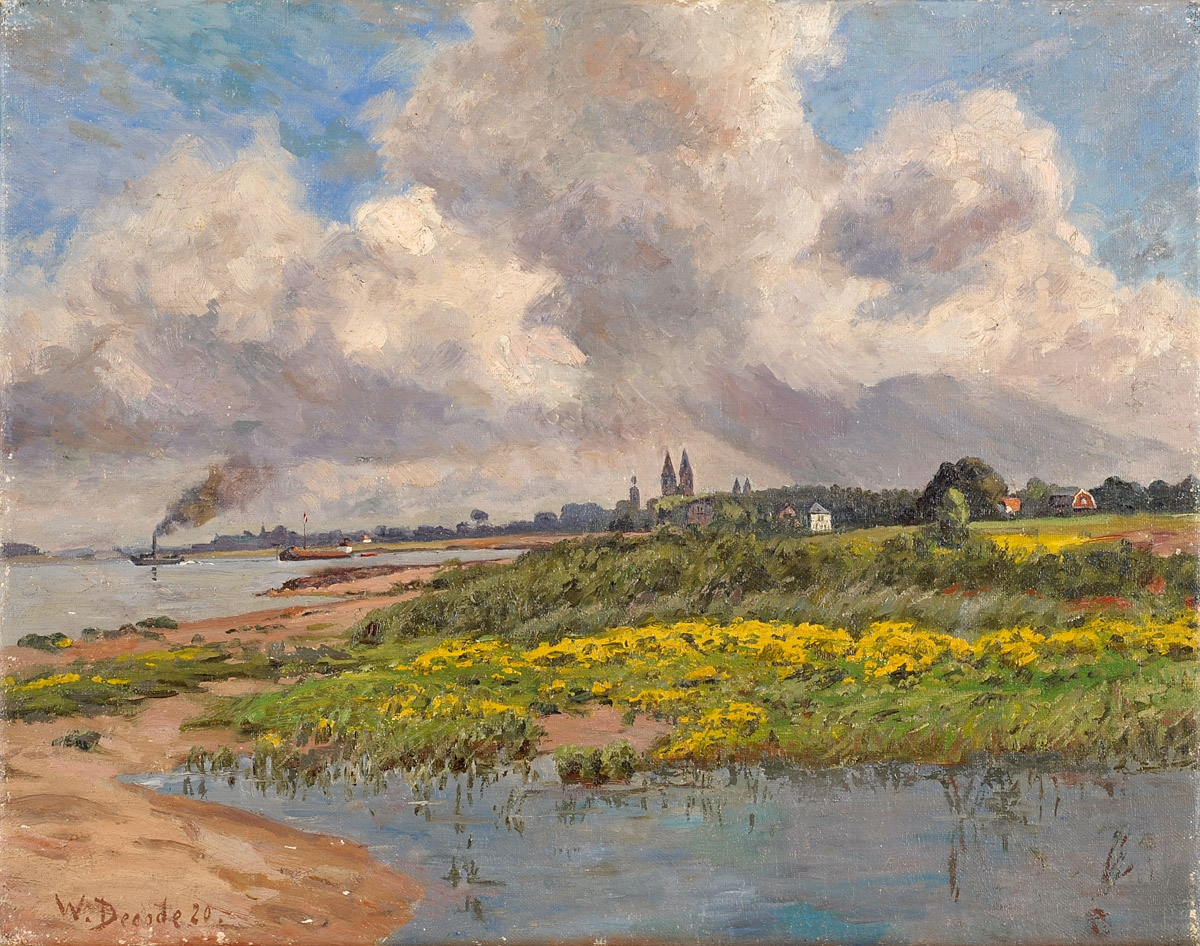
Jour d'été à Kaiserswerth, 1920

En 1884, Wilhelm Degode, inspiré par le peintre Heinrich Hartung, fait son premier voyage d'étude à travers l'Eifel de Malmedy par Bitburg, Gerolstein et Daun jusqu'à la vallée de la Moselle. Entre 1884 et 1927, il fait 21 voyages dans la région.
En 1893, Degode et Hans von Volkmann vont à Willingshausen. Il fait la connaissance des peintres de la colonie : Heinrich Otto et Adolf Lins, Hugo Mühlig, Carl Bantzer... Il reste du 17 août au 18 septembre. Degode peint aussi à Röllshausen, Merzhausen, Bernbourg, Wassenberg et de nombreux endroits du Schwalm (en).
En 1895, il s'installe à Kaiserswerth. En 1898, il rachète la Degodehaus. Il devient ami avec l'écrivain Herbert Eulenberg et le peintre marin Cornelius Wagner (de). Les sculpteurs Josef Pallenberg (de), Bernhard Sopher (de), Henrik Nordenberg (de) et les frères Sebastian (de), Clemens (de) et Thomas Buscher sont souvent les invités de la Degodehaus. Par la diaconie de Kaiserwerth (de), la famille Degode est proche des descendants de Theodor Fliedner. Une fille de Wilhelm Degode, Marie Degode, est une marraine de Gerhard Fliedner.